# Noboru Takeshita
Noboru Takeshita (jap. 竹下 登 Takeshita Noboru; ur. 26 lutego 1924 w Kakeya (dzisiejsze Unnan) w prefekturze Shimane, zm. 19 czerwca 2000 w Kamo w prefekturze Niigata) – japoński polityk Partii Liberalno-Demokratycznej, premier w latach 1987–1989.

## Życiorys
Noboru Takeshita urodził się w miejscowości Kakeya na wyspie Honsiu. Ukończył ekonomię na Uniwersytecie Waseda w Tokio.
W czasie II wojny światowej służył w wojsku, a po wojnie pracował jako nauczyciel języka angielskiego na wyższych uczelniach.
Od 1950 roku członek Partii Liberalnej, później jeden z czołowych działaczy powstałej w 1955 roku Partii Liberalno-Demokratycznej. W 1950 roku wybrany do Izby Radców (izba wyższa parlamentu), a od 1951 roku wybrany do zgromadzenia lokalnego prefektury Shimane.
W 1964 roku został zastępcą szefa sekretariatu gabinetu w rządzie premiera Eisaku Satō. W latach 1971–1974 był szefem sekretariatu gabinetu premiera w rządach Eisaku Satō i Kakuei Tanaki.
W latach 1979–1980 był ministrem budownictwa w rządzie Masayoshi Ōhira, a w okresie 1982–1986 – ministrem finansów w rządzie Yasuhiro Nakasone. Z tego stanowiska odszedł w związku z wyborem na stanowisko sekretarza generalnego Partii Liberalno-Demokratycznej w lipcu 1986 roku. W październiku 1987 roku został wybrany na przewodniczącego Partii Liberalno-Demokratycznej.
W dniu 6 listopada 1987 został premierem, zastępując Yasuhiro Nakasone. Funkcję premiera pełnił do 2 czerwca 1989 roku, kiedy ustąpił w związku z aferą korupcyjną w Partii Liberalno-Demokratycznej i rządzie (afera z firmą wydawniczą Recruit Co.).
Postępowanie w sprawie afery korupcyjnej nie potwierdziło udziału w niej Takeshity, co pozwoliło mu na pełnienie funkcji doradcy kolejnych premierów.
Zmarł w szpitalu w 2000 roku z powodu niewydolności oddechowej.

## Odznaczenia
- Wielka Wstęga Najwyższego Orderu Chryzantemy – Japonia
- Krzyż Wielki Orderu Infanta Henryka – 1990, Portugalia[1]